# Umeå Kulturförening Humlan
Umeå Kulturförening Humlan (kallad Humlan) bildades 1981 som en politiskt och religiöst obunden ideell förening inom Umeå studentkår. Den arbetar för ett kvalitativt kulturliv i Umeå. Föreningen arrangerar kulturarrangemang och bedriver projekt. Föreningen har genom åren bland annat arrangerat musikfestivalerna Umeå Open och Popup samt Bio Marx, som visade filmer i Umeå Folkets Hus.
Syftet är att få föreningens medlemmar och allmänheten att aktivt delta i kulturlivet, både som utövare och publik.
I maj 2018 meddelade kulturföreningen Humlan att den haft ekonomiska svårigheter sedan Kulturhuvudstadsåret, vilket efter 2018 bland annat innebar att Umeå Open lades ner. Sedan dess har föreningen fortsatt göra andra typer av livemusik- och kulturarrangemang.